# 兵庫県道213号長谷停車場線
兵庫県道213号長谷停車場線（ひょうごけんどう213ごう はせていしゃじょうせん）は、兵庫県神崎郡神河町を通る一般県道である。

## 概要
神崎郡神河町栗から神崎郡神河町長谷に至る。

### 路線データ
- 起点：神崎郡神河町栗（JR西日本播但線 長谷駅前）
- 終点：神崎郡神河町長谷（兵庫県道39号一宮生野線交点、兵庫県道404号長谷市川線起点）
- 総延長：312 m

## 地理

### 通過する自治体
- 神崎郡神河町

### 交差する道路
| 交差する道路                                   | 交差する場所 | 交差する場所 |
| ---------------------------------------------- | ------------ | ------------ |
| 兵庫県道39号一宮生野線 兵庫県道404号長谷市川線 | 長谷         | 終点         |

### 沿線
- JR西日本播但線 長谷駅